# ブルワー (小惑星)
ブルワー (1811 Bruwer) は小惑星帯にある小惑星。パロマー天文台のトム・ゲーレルスとライデン天文台のファン・ハウテン夫妻が発見した。
南アフリカの天文学者ジェイコブス・ブルワーに因んで名付けられた。